# Vladimír Smíchovský
Vladimír Smíchovský, vlastním jménem Vladimír Kocourek (22. května 1876 Praha –  3. února.1943 Praha, Smíchov), byl český herec a režisér.

## Život
Svojí hereckou kariéru začal u kočovných hereckých  společností a v kabaretech. od roku 1923 působil jako herec a režisér ve smíchovské Aréně a na dalších malých scénách. Od roku 1921 do roku 1942 hrál v epizodách skoro 80 českých filmů. Působil též v rozhlase.